# Margot Trooger
Margot Trooger (født 2. juni 1923 i Rositz, død 24. april 1994 i Mörlenbach) var en tysk skuespillerinde, der medvirkede i omkring 50 film mellem 1952 og 1976. For det skandinaviske publikum er hun bedst kendt i rollen som Frøken Pryselius i tv-serien Pippi Langstrømpe (1969), der er baseret på Astrid Lindgrens børnebøger af samme navn. I denne serie blev hendes stemme eftersynkroniseret til svensk.

## Liv og karriere
Margot Trooger var datter af en vognmand og blev født i Rositz, Thüringen. Hun interesserede sig for skuespil i en tidlig alder. Efter først at have arbejdet som sekretær i Innsbruck gik hun på dramaskole i München. Hun medvirkede efterfølgende i omkring 50 tyske film og var desuden aktiv på mange forskellige teatre.
Trooger er i Skandinavien berømt for at medvirke i tv-serien Pippi Langstrømpe (1969), der både havde svenske og tyske skuespillere. Hun lærte de svenske replikker, men blev senere eftersynkroniseret, fordi stemmen skulle lyde mere ægte svensk. Dette arbejde blev fuldført af Gun Arvidsson. Da Trooger talte svensk under optagelserne, var det derfor også nødvendigt at dubbe hendes stemme for det tyske publikum.
Grunden til, at Trooger og de andre tyske skuespillere var så engagerede i Pippi Langstrømpe, var, at filmene var delvist tysk finansieret. Trooger syede selv det tøj, hun bar i serien, og det hævdes, at hun var beruset under optagelserne. Hendes karakter, Frøken Pryselius, er skabt til filmene og optræder ikke i de originale bøger. Dog er der en lignede karakter ved navn Rosenblom, som helliger sig velgørenhed blandt byens børn.
I de senere år af sit liv trak Margot Trooger sig gradvist fra offentligheden, og i 1977 indstillede hun sin skuespillerkarriere som 54-årig. Dette skete i kølvandet på et årti med intensivt arbejde samtidig med, at hun fik konstateret en lungesygdom.

## Privatliv
Margot Trooger var gift med kostumedesigneren Jörg Zimmermann (1933-1994), men parret blev skilt i 1964. Fra et tidligere forhold fik hun en datter, Sabina Trooger, der fulgte i sin mors fodspor med en succesfuld filmkarriere i Tyskland.
Margot Trooger døde den 24. april 1994, 70 år gammel. Hun ligger begravet på Friedhof Mörlenbach i Hessen.

## Udvalgt filmografi
- Ich mach dich glücklich (1949)
- Wenn abends die Heide träumt (1952)
- Lockende Sterne (1952)
- Flamingo (1954)
- Die Stadt ist voller Geheimnisse (1955)
- Rosen im Herbst (1955)
- Die Bernauerin (tv-film, 1958)
- Gaslicht (tv-film, 1960)
- Elf Jahre und ein Tag (1963)
- Massemorderen fra Back Street (1964)
- Juvelbanden i Tower (1964)
- Heidi (1965)
- Dem Täter auf der Spur (1968)
- Ich bin ein Elefant, Madame (1969)
- Pippi Langstrømpe (tv-serie, 1969)
- Bleib sauber, Liebling (1971)
- Das Kurheim (tv-serie, 1972)
- Der Abgeordnete von Bombignac (tv-film, 1977)